# Okopy (Podlachie)
Pour les articles homonymes, voir Okopy.
Okopy est un village de la Gmina de Suchowola, dans le nord-est de la Pologne. Il est notamment le lieu de naissance du prêtre Popiełuszko.